# EcoBici (Buenos Aires)
Ecobici es un sistema de bicicletas compartidas que funciona en la Ciudad de Buenos Aires, cuenta con 340 estaciones y 3.600 rodados y en 2023 alcanzó más de 112.000 usuarios activos. Para utilizar el sistema es necesario realizar un registro previo, con tarjeta de crédito o débito y el servicio es gratuito de lunes a viernes. 
A partir de 2019, el sistema es operado por la empresa brasileña Tembici conforme a una norma que aprobó la Legislatura porteña meses atrás. Se planeó la duplicación de bicicletas y estaciones, alcanzándose el segundo objetivo, pero no el primero.
Actualmente el sistema está presente en 47  de los 48 barrios de la Ciudad Autónoma de Buenos Aires, funcionando los 365 días del año 24 horas.
El sistema dejó de ser gratuito el 13 de marzo de 2021.

## Historia
El fomento del uso de la bicicleta como medio de transporte hace al propósito de transformar Buenos Aires en una ciudad más verde, inclusiva, creativa e innovadora. Un estudio anterior al lanzamiento del programa Ecobici indicó que los porteños tenían en sus casas un millón de bicicletas pero que para la mayoría era un recuerdo de la infancia. Se buscó proyectar una ciudad donde la bicicleta, esencialmente saludable y amigable con el medio ambiente, sea una verdadera alternativa de transporte rápido, ecológico y saludable. Para ello ha incorporado una red de ciclovías integradas y protegidas, que conectan puntos principales de la ciudad. A su vez posee un servicio de bicicletas públicas las 24 horas del día los 365 días del año. La creación de las bicisendas empezó en 1996. Ese año, distintas asociaciones de ciclistas pidieron sendas exclusivas para poder circular. A principios de 1997, la Legislatura de la ciudad llamó a licitación para construir las ciclovías y en septiembre de 1998, se inauguró el primer tramo, casi 8 kilómetros entre Palermo y Belgrano. Para 2004 ya existían 40 nuevos kilómetros de carriles preferenciales para bicicletas en Buenos Aires.

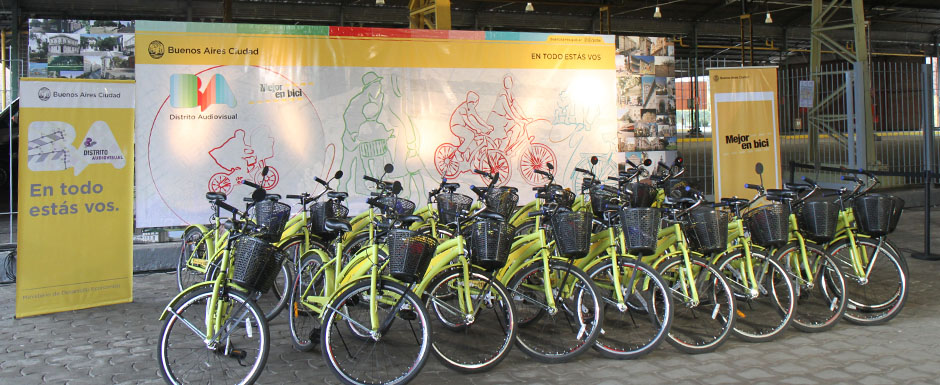
Estación en barrio de Colegiales, del primer sistema

El sistema público de bicicletas está enmarcado en una amplia estrategia que es el plan de Movilidad Sustentable que también incluye el Metrobús, desembotellamientos y la promoción de hábitos saludables y de seguridad vial.
En 2017 hay bicisendas en las arterias más importantes de la ciudad y el sistema de bicicletas compartidas Ecobici que funcionan automáticamente.

## Operación

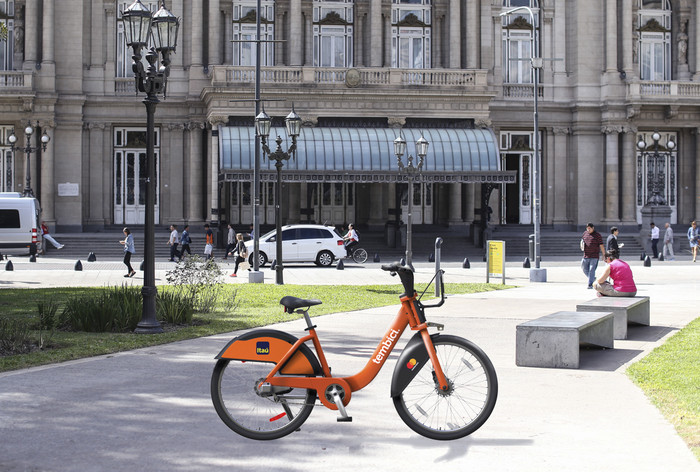
Bicicleta del nuevo sistema frente al Teatro Colón

Desde sus inicios el sistema fue operado por el Gobierno de la Ciudad de Buenos Aires.
En marzo de 2018, la Legislatura de la Ciudad de Buenos Aires aprobó un proyecto de ley para que el sistema sea gestionado por un tercero, que se hará cargo por 10 años junto a su modernización, operación, mantenimiento y explotación. Así, el Estado se hace cargo del 22% del costo total del servicio para mantener la gratuidad, y el resto por la publicidad.
En julio de ese año resultó ganadora de la licitación pública la empresa brasileña Tembici que es la encargada de explotar el sistema a partir de 2019. El nuevo sistema duplicará la cantidad de estaciones y bicicletas disponibles. 
Hasta ese momento el sistema contaba con 4.000 bicicletas y 400 estaciones.
En enero de 2019 comenzó el traspaso al nuevo sistema por lo que se cerraron 54 estaciones para su renovación en la primera etapa, con un gran descontento.
El 25 de febrero de 2019 la empresa brasileña Tembici se hizo cargo del servicio. Con una inversión de 70 millones de dólares, renovaron todas las bicicletas y las estaciones. 
A fines de junio de 2019, se cumplió la meta de 400 estaciones con 4000 rodados, según fuentes oficiales.
Sin embargo, a partir del segundo semestre de 2019 el número de bicicletas disponibles empezó a disminuir en forma constante. También bajó el número de bicicletas bloqueadas. Para enero de 2020 quedaban menos de mil rodados, y la respuesta del gobierno porteño fue empezar a cerrar estaciones por "baja demanda".
A fines de febrero de 2020, un año después del arribo de Tembici, quedaban alrededor de 300 bicicletas disponibles para 239.000 usuarios. Dada la improbabilidad de conseguir una bicicleta, su uso era prácticamente nulo.
El 20 de marzo de 2020 el sistema fue suspendido por la cuarentena decretada por el Gobierno Nacional.
En mayo de 2020 el sistema fue restablecido a la mitad de lo que debería funcionar: 200 estaciones y 1000 bicicletas. El tiempo de uso gratuito fue reducido de una hora los días de semana y dos horas los sábados y domingos a 30 minutos, mientras que el tiempo de espera para sacar una nueva bicicleta se incrementó de 5 minutos a 15.
En marzo de 2021, la gratuidad del sistema fue reducida drásticamente a únicamente cuatro viajes de 30 minutos por día, en días hábiles. El costo de un viaje de media hora fuera de este rango triplicaría el del transporte público. También se agregaron varias opciones de pases diarios, mensuales y anuales, con precios diferenciados para locales y turistas, todos con fuertes restricciones a la cantidad y duración de los viajes incluidos.

## Condiciones de uso
El registro se realiza desde el sitio web con tarjeta de crédito o de forma presencial (Balboa 220, Chacarita) con presentación de servicios al nombre del registrado y una vez registrado, se puede utilizar la aplicación BA Ecobici para retirar la bicicleta y utilizarla por media hora máximo; si no se devuelve luego de ese tiempo, se cobrará una multa. A partir de los 15 minutos de entregada una bicicleta, se podrá tomar otra de manera gratuita.

## Ciclovías
La red de ciclovías protegidas se comenzó a construir en julio de 2009. Había menos de 25 km preexistentes. Actualmente existen 305 km. Se empezó a desmantelar en diciembre de 2024.

## Valoración
En 2015 Buenos Aires fue incluida en el puesto 14 entre las ciudades más amigables para andar en bicicleta en un estudio que Copenhagenize Design Co (planeamiento y diseño urbano) elabora cada dos años y es la única de Latinoamérica entre los 20 primeros lugares sobre 122 ciudades con más de 600 mil habitantes Ya no aparece Buenos Aires entre las 20 primeras en el ranking de 2017.
El sitio Welovecycling ubicó en 2017 a Buenos Aires en el sitio 9 del ranking de las ciudades más amigables del mundo con el transporte en bicicleta. Por su parte el sitio Donkey.bike calificó a la ciudad como una nueva meca entre las ciudades ciclista, la ubicaba dentro de las 5 mejores del mundo en esta materia y destacaba  que solamente con decisión política y un poco de inversión había hecho una transformación en forma rápida y eficiente.

## Críticas

###### El legislador opositor Gustavo Vera objetó que el kilómetro de bicisenda tuviera en 2015 un costo de 1 millón de pesos…más 30 millones para el servicio de consultoría de la bicisenda.[21]
Más allá de la renovación total del sistema Ecobici, son frecuentes las críticas hacia la incorporación de un botón que permite reportar y bloquear los rodados en mal estado hasta su reparación: ya sea por error o vandalismo, alrededor del 25% de la flota disponible en las calles no puede ser retirada por los usuarios
A la fecha 14 de noviembre de 2022, es totalmente difícil acceder a una bicicleta en modo presencial, o sea con tarjeta entregada, o con un número (Token) generado.   La compañía aduce excusas, como que el sistema, pesar de tener todos los datos del individuo (habiendo presentado todos los papeles en modo presencial),  no los puede ingresar al sistema digital.   Ud se contacta por WhatsApp con el proveedor, y derivan el problema a terceros, que nunca responden.   Se ha convertido en un sistema con muchas restricciones, y poco apoyo.

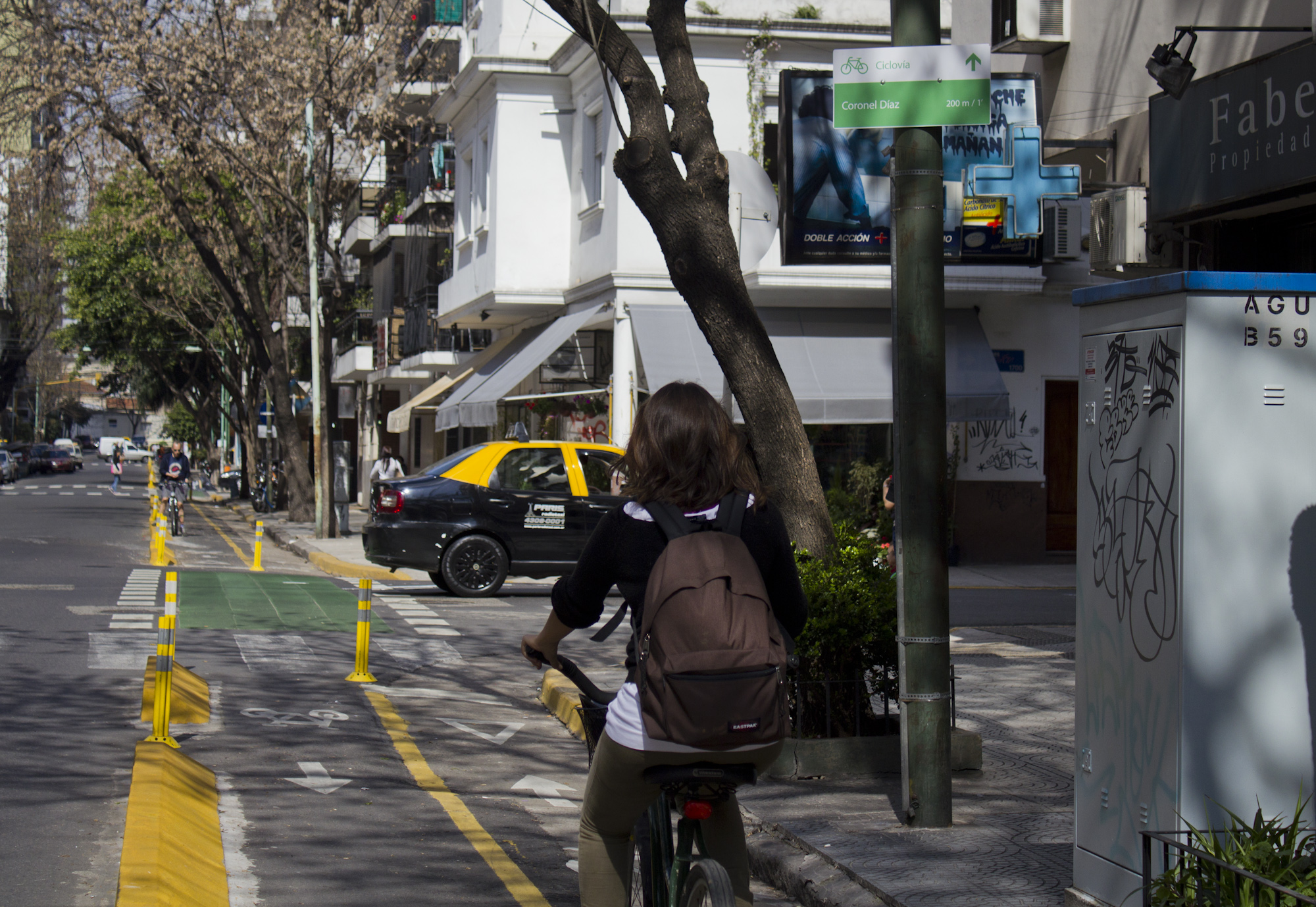
Ciclismo urbano en Buenos Aires

## Estaciones
Listado de estaciones, ordenadas alfabéticamente. Mapa
- 60 - 25 de Mayo
- 136 - Acevedo
- 3 - Aduana
- 85 - Agüero
- 24 - Alsina
- 70 - Aráoz
- 22 - Arenales
- 76 - Ayacucho
- 81 - Balcarce
- 57 - Belgrano
- 66 - Billinghurst
- 96 - Carlos Gardel
- 32 - Catedral
- 46 - Chile
- 47 - Colegio Nacional Buenos Aires
- 8 - Congreso
- 59 - Coronel Díaz
- 114 - Della Paolera
- 42 - Diagonal Norte
- 20 - Distrito Audiovisual
- 69 - Ecuador
- 1 - Facultad de Derecho
- 33 - Facultad de Medicina
- 34 - Galerías Pacífico
- 82 - Hospital Italiano
- 18 - Independencia
- 35 - Ingeniero Butty
- 74 - Instituto Leloir
- 26 - Juana Manso
- 65 - Julián Álvarez
- 84 - Lavalle
- 16 - Legislatura
- 71 - Libertad
- 10 - Madero UCA
- 36 - Maipú
- 99 - Malabia
- 61 - Ministerio de Economía
- 58 - Ministro Carranza
- 27 - Montevideo
- 7 - Obelisco
- 13 - Once
- 31 - Padilla
- 29 - Parque Centenario
- 9 - Parque Las Heras
- 6 - Parque Lezama
- 14 - Pacífico
- 21 - Parque Patricios
- 30 - Peña
- 48 - Perón
- 37 - Piedras
- 17 - Plaza Almagro
- 28 - Plaza Boedo
- 43 - Plaza Houssay
- 5 - Plaza Italia
- 38 - Plaza Libertad
- 56 - Plaza Palermo Viejo
- 75 - Plaza Primero de Mayo
- 4 - Plaza Roma
- 19 - Plaza San Martín
- 115 - Quintana
- 63 - Reconquista
- 2 - Retiro
- 53 - Ricardo Rojas
- 64 - Riobamba
- 68 - Rivarola
- 40 - Sarmiento
- 23 - Suipacha
- 11 - Tribunales
- 51 - Tucumán
- 41 - Urquiza
- 72 - Venezuela
- 121 - Yatay
- 44 - Zoológico